# Campionati del mondo Ironman 70.3 del 2008
La gara valida per i Campionati del mondo Ironman 70.3 del 2008 si è svolta a Clearwater in Florida in data 8 novembre 2008. La competizione è stata sponsorizzata da Foster Grant e organizzata dalla World Triathlon Corporation.
Tra gli uomini ha vinto il neozelandese Terenzo Bozzone, mentre tra le donne si è laureata campionessa del mondo ironman 70.3 la statunitense Joanna Zeiger .
Si è trattata della 3ª edizione dei campionati mondiali di Ironman 70.3, che si tengono annualmente dal 2006.

## Ironman 70.3 - Risultati dei Campionati

### Uomini
| Pos. | Tempo   | Nome              | Paese         | Ripartizione tempi | Ripartizione tempi | Ripartizione tempi | Ripartizione tempi | Ripartizione tempi |
| Pos. | Tempo   | Nome              | Paese         | Nuoto              | T1                 | Bici               | T2                 | Corsa              |
| ---- | ------- | ----------------- | ------------- | ------------------ | ------------------ | ------------------ | ------------------ | ------------------ |
|      | 3:40:10 | Terenzo Bozzone   | Nuova Zelanda | 22:17              | 1:59               | 2:01:29            | 1:29               | 1:12:57            |
|      | 3:40:42 | Andreas Raelert   | Germania      | 22:22              | 2:21               | 2:03:27            | 1:32               | 1:10:54            |
|      | 3:41:47 | Richie Cunningham | Australia     | 22:29              | 1:53               | 2:02:08            | 1:28               | 1:13:50            |
| 4    | 3:42:28 | Oscar Galindez    | Argentina     | 0:23:47            | 2:04               | 1:59:55            | 1:56               | 1:14:47            |
| 5    | 3:43:22 | Reinaldo Colucci  | Brasile       | 0:23:03            | 2:10               | 2:00:34            | 1:49               | 1:15:47            |
| 6    | 3:44:30 | Andy Potts        | Stati Uniti   | 0:21:44            | 1:47               | 2:02:58            | 1:45               | 1:16:16            |
| 7    | 3:45:11 | Luke Mckenzie     | Australia     | 0:22:22            | 2:03               | 2:02:01            | 1:30               | 1:17:16            |
| 8    | 3:45:43 | Brent Mcmahon     | Canada        | 0:22:20            | 2:00               | 2:03:56            | 1:11               | 1:11:36            |
| 9    | 3:46:22 | Joe Gambles       | Stati Uniti   | 0:23:46            | 1:23               | 2:01:25            | 1:44               | 1:18:05            |
| 10   | 3:46:34 | Fraser Cartmell   | Regno Unito   | 0:22:09            | 2:02               | 2:02:24            | 1:40               | 1:18:21            |

### Donne
| Pos. | Tempo   | Nome              | Paese       | Ripartizione tempi | Ripartizione tempi | Ripartizione tempi | Ripartizione tempi | Ripartizione tempi |
| Pos. | Tempo   | Nome              | Paese       | Nuoto              | T1                 | Bici               | T2                 | Corsa              |
| ---- | ------- | ----------------- | ----------- | ------------------ | ------------------ | ------------------ | ------------------ | ------------------ |
|      | 4:02:49 | Joanna Zeiger     | Stati Uniti | 23:06              | 2:17               | 2:13:44            | 1:45               | 1:21:59            |
|      | 4:04:07 | Mary Beth Ellis   | Stati Uniti | 23:32              | 2:14               | 2:13:19            | 1:46               | 1:23:19            |
|      | 4:07:32 | Becky Lavelle     | Stati Uniti | 23:03              | 2:09               | 2:13:50            | 1:47               | 1:26:46            |
| 4    | 4:09:10 | Julie Dibens      | Regno Unito | 0:23:17            | 2:18               | 2:13:22            | 1:43               | 1:28:31            |
| 5    | 4:12:10 | Brooke Davison    | Stati Uniti | 0:25:02            | 1:46               | 2:16:14            | 1:45               | 1:27:24            |
| 6    | 4:13:49 | Kelly Jarrett     | Australia   | 0:29:50            | 2:37               | 2:14:51            | 1:53               | 1:24:38            |
| 7    | 4:15:32 | Nina Kraft        | Germania    | 0:23:35            | 2:20               | 2:24:28            | 1:49               | 1:23:21            |
| 8    | 4:16:00 | Erika Csomor      | Ungheria    | 0:27:41            | 2:36               | 2:20:08            | 1:49               | 1:23:48            |
| 9    | 4:16:28 | Catriona Morrison | Regno Unito | 0:28:04            | 2:03               | 2:18:41            | 2:42               | 1:24:59            |
| 10   | 4:16:49 | Angela Naeth      | Canada      | 0:28:32            | 2:14               | 2:17:34            | 1:57               | 1:26:32            |

## Ironman 70.3 - Risultati della serie
Le gare di qualifica al Campionato del mondo Ironman 70.3 si sono svolte nei 12 mesi che precedono tale evento.

### Uomini
| Evento          | Oro                 | Tempo   | Argento                | Tempo   | Bronzo            | Tempo   |
| Clearwater      | Andy Potts          | 3:42:33 | Oscar Galíndez         | 3:42:37 | Andrew Johns      | 3:43:11 |
| Sudafrica       | Raynard Tissink     | 4:03:02 | Frederik Van Lierde    | 4:04:25 | Fraser Cartmell   | 4:10:40 |
| Pucón           | Reinaldo Colucci    | 4:00:25 | Oscar Galíndez         | 4:03:25 | Santiago Ascenco  | 4:07:43 |
| Geelong         | Leon Griffin        | 3:56:49 | Mitchell Anderson      | 3:58:13 | David Dellow      | 4:01:01 |
| California      | Andy Potts          | 3:58:22 | Craig Alexander        | 3:58:25 | Paul Ambrose      | 4:03:32 |
| Cina            | Steven Waite        | 4:29:06 | Fredrik Nils Croneborg | 4:30:18 | Colin Curtis Hill | 4:30:38 |
| St. Croix       | Craig Alexander     | 4:05:34 | Marino Vanhoenacker    | 4:08:41 | Richie Cunningham | 4:10:02 |
| Florida         | Paul Amey           | 3:52:51 | Santiago Ascenco       | 3:56:33 | Spencer Smith     | 3:59:04 |
| Austria         | Massimo Cigana      | 3:56:12 | Björn Andersson        | 3:56:52 | Michael Göhner    | 3:57:11 |
| Hawaii          | Chris McCormack     | 4:04:22 | Luke McKenzie          | 4:12:05 | Tim Marr          | 4:15:17 |
| Svizzera        | Ronnie Schildknecht | 3:51:45 | Konstantin Bachor      | 3:52:33 | Sebastian Kienle  | 3:55:40 |
| Boise           | Terenzo Bozzone     | 3:53:28 | Chris Lieto            | 3:55:44 | Joe Gambles       | 3:55:54 |
| Eagleman        | Paul Amey           | 3:53:32 | Terenzo Bozzone        | 3:56:23 | Richie Cunningham | 3:58:22 |
| Regno Unito     | Fraser Cartmell     | 4:17:39 | Stephen Bayliss        | 4:17:52 | Luke Bell         | 4:24:38 |
| Kansas          | Terenzo Bozzone     | 3:56:06 | Craig Alexander        | 3:58:25 | Leon Griffin      | 4:00:37 |
| Buffalo Springs | Leon Griffin        | 3:58:35 | Timothy O'Donnell      | 4:00:09 | Paul Matthews     | 4:02:08 |
| Lake Stevens    | Luke Bell           | 4:00:16 | Joe Gambles            | 4:00:17 | Chris Legh        | 4:01:44 |
| Rhode Island    | Oscar Galíndez      | 3:54:03 | Richie Cunningham      | 3:56:46 | Paul Ambrose      | 3:57:48 |
| Newfoundland    | Craig Alexander     | 3:59:45 | Richie Cunningham      | 4:01:33 | Chris Legh        | 4:04:09 |
| Vineman         | Terenzo Bozzone     | 3:49:40 | Craig Alexander        | 3:51:25 | Steve Larsen      | 3:53:22 |
| Steelhead       | Chris Legh          | 3:32:13 | Justin Henkel          | 3:37:05 | Tony White        | 3:41:34 |
| Anversa         | Marino Vanhoenacker | 3:45:33 | Luc Van Lierde         | 3:46:33 | Teemu Toivanen    | 3:51:38 |
| Germania        | Faris Al-Sultan     | 4:10:26 | Alessandro Degasperi   | 4:11:17 | Uwe Widmann       | 4:14:01 |
| Timberman       | Andy Potts          | 3:52:32 | Fraser Cartmell        | 4:02:24 | Simon Lessing     | 4:03:10 |
| Monaco          | Andreas Raelert     | 4:10:10 | Michael Weiss          | 4:14:12 | Sebastian Kienle  | 4:14:48 |
| Singapore       | Simon Thompson      | 3:55:40 | Terenzo Bozzone        | 3:55:55 | Pete Jacobs       | 3:57:47 |
| Brasile         | Oscar Galíndez      | 3:54:24 | Igor Amorelli          | 3:55:07 | Juraci Moreira    | 3:59:53 |
| Muskoka         | Craig Alexander     | 4:10:31 | Richie Cunningham      | 4:14:58 | Daniel Bretscher  | 4:16:43 |
| Cancún          | Chris Legh          | 4:01:47 | Oscar Galíndez         | 4:03:10 | Igor Amorelli     | 4:03:26 |

### Donne
| Evento          | Oro                  | Tempo   | Argento             | Tempo   | Bronzo               | Tempo   |
| Clearwater      | Mirinda Carfrae      | 4:07:25 | Samantha McGlone    | 4:11:29 | Leanda Cave          | 4:12:29 |
| Sudafrica       | Desiree Ficker       | 4:46:46 | Heidi Jesberger     | 4:58:50 | Lucie Zelenkova      | 5:01:59 |
| Pucón           | Heather Gollnick     | 4:37:02 | Linsey Corbin       | 4:38:57 | Tereza Macel         | 4:42:27 |
| Geelong         | Mirinda Carfrae      | 4:24:27 | Rebekah Keat        | 4:27:14 | Kate Major           | 4:29:21 |
| California      | Erika Csomor         | 4:23:14 | Mirinda Carfrae     | 4:25:51 | Leanda Cave          | 4:26:40 |
| Cina            | Renee Tanya Lane     | 5:02:24 | Hiromi Toda         | 5:15:50 | Claire Murray        | 5:24:07 |
| St. Croix       | Mirinda Carfrae      | 4:26:56 | Nina Kraft          | 4:36:33 | Bree Wee             | 4:36:45 |
| Florida         | Leanda Cave          | 4:22:52 | Nina Kraft          | 4:24:15 | Dede Griesbauer      | 4:30:38 |
| Austria         | Yvonne van Vlerken   | 4:22:43 | Erika Csomor        | 4:25:52 | Sandra Wallenhorst   | 4:26:25 |
| Hawaii          | Samantha McGlone     | 4:30:38 | Tyler Stewart       | 4:34:21 | Kate Bevilaqua       | 4:35:03 |
| Svizzera        | Julie Dibens         | 4:12:57 | Nicola Spirig       | 4:14:55 | Erika Csomor         | 4:26:57 |
| Boise           | Kate Major           | 4:24:44 | Desiree Ficker      | 4:31:20 | Heather Wuertele     | 4:31:47 |
| Eagleman        | Joanna Zeiger        | 4:22:31 | Dede Griesbauer     | 4:30:23 | Kelly Handel         | 4:31:57 |
| Regno Unito     | Bella Comerford      | 4:49:44 | Julie Dibens        | 4:54:59 | Sara Sig Moeller     | 5:07:03 |
| Kansas          | Samantha McGlone     | 4:19:03 | Joanna Lawn         | 4:19:32 | Linsey Corbin        | 4:36:11 |
| Buffalo Springs | Mirinda Carfrae      | 4:23:28 | Joanna Zeiger       | 4:27:29 | Joanna Lawn          | 4:28:23 |
| Lake Stevens    | Mary Beth Ellis      | 4:33:43 | Linsey Corbin       | 4:38:23 | Fiona Docherty       | 4:40:59 |
| Rhode Island    | Lisa Bentley         | 4:27:50 | Annie Gervais       | 4:33:46 | Andrea Fisher        | 4:37:59 |
| Newfoundland    | Mirinda Carfrae      | 4:27:23 | Cynthia Wilson      | 4:33:34 | Magali Tisseyre      | 4:37:56 |
| Vineman         | Joanna Zeiger        | 4:19:58 | Tyler Stewart       | 4:20:20 | Samantha McGlone     | 4:24:08 |
| Steelhead       | Gina Kehr            | 4:04:09 | Kimberly Von During | 4:12:40 | Renee Damstra        | 4:16:00 |
| Anversa         | Belinda Granger      | 4:12:56 | Felicity Hart       | 4:15:19 | Tine Deckers         | 4:16:54 |
| Germania        | Virginia Berasategui | 4:43:38 | Andrea Brede        | 4:49:26 | Meike Krebs          | 4:55:48 |
| Timberman       | Chrissie Wellington  | 4:11:46 | Amanda Stevens      | 4:30:03 | Cynthia Wilson       | 4:31:26 |
| Monaco          | Nicola Spirig        | 4:37:12 | Catriona Morrison   | 4:41:12 | Virginia Berasategui | 4:44:45 |
| Singapore       | Rebekah Keat         | 4:25:43 | Gina Ferguson       | 4:29:46 | Alison Fitch         | 4:31:45 |
| Brasile         | Mariana Ohata        | 4:25:35 | Vanessa Gianinni    | 4:25:41 | Ana Borba            | 4:29:21 |
| Muskoka         | Joanna Zeiger        | 4:37:04 | Rebeccah Wassner    | 4:42:49 | Angela Naeth         | 4:43:27 |
| Cancún          | Kim Loeffler         | 4:33:33 | Caroline Smith      | 4:44:57 | Dunia Gómez          | 4:46:52 |

## La serie
La serie di gare di Ironman 70.3 del 2008 consta di 34 competizioni che danno la qualifica ai Campionati del mondo di Ironman 70.3. Alcune tra queste gare forniscono la qualifica anche all'Ironman Hawaii.
| Data              | Evento                                       | Località                                                 |
| ----------------- | -------------------------------------------- | -------------------------------------------------------- |
| 10 novembre 2007  | Foster Grant Ironman World Championship 70.3 | Clearwater, Stati Uniti d'America                        |
| 13 gennaio 2008   | Ironman 70.3 South Africa                    | Municipalità metropolitana di Buffalo City, Sudafrica    |
| 20 gennaio 2008   | Ironman 70.3 Pucon                           | Pucon, Cile                                              |
| 9 febbraio 2008   | Ironman 70.3 Geelong                         | Geelong, Australia                                       |
| 29 marzo 2008     | Ironman 70.3 California                      | Oceanside (California), Stati Uniti d'America            |
| 19 aprile 2008    | Ironman 70.3 China                           | Haikou, Hainan, Cina                                     |
| 4 maggio 2008     | St. Croix Ironman 70.3                       | Saint Croix, Isole Vergini Americane                     |
| 18 maggio 2008    | Ironman 70.3 Florida                         | Orlando, Stati Uniti d'America                           |
| 24 maggio 2008    | Ironman 70.3 Austria                         | Sankt Pölten, Austria                                    |
| 31 maggio 2008    | Ironman 70.3 Hawaii                          | Kohala, Isola di Hawaii, Stati Uniti d'America           |
| 1º giugno 2008    | Ironman 70.3 Switzerland                     | Rapperswil-Jona, Svizzera                                |
| 1º giugno 2008    | Ironman 70.3 Boise                           | Boise, Stati Uniti d'America                             |
| 8 giugno 2008     | Eagleman Ironman 70.3                        | Cambridge, Maryland, Stati Uniti d'America               |
| 15 giugno 2008    | U.K. Ironman 70.3                            | Wimbleball, Regno Unito                                  |
| 15 giugno 2008    | Ironman 70.3 Kansas                          | Lawrence, Stati Uniti d'America                          |
| 29 giugno 2008    | Ironman 70.3 Buffalo Springs Lake            | Lubbock, Texas, Stati Uniti d'America                    |
| 6 luglio 2008     | Ironman 70.3 Lake Stevens                    | Lake Stevens, Stato di Washington, Stati Uniti d'America |
| 13 luglio 2008    | Ironman 70.3 Rhode Island                    | Providence, Stati Uniti d'America                        |
| 20 luglio 2008    | Newfoundland Ironman 70.3                    | Corner Brook, Terranova, Canada                          |
| 20 luglio 2008    | Vineman Ironman 70.3                         | Contea di Sonoma, Stati Uniti d'America                  |
| 2 agosto 2008     | Ironman 70.3 Steelhead                       | Benton Harbor, Michigan, Stati Uniti d'America           |
| 3 agosto 2008     | Antwerp Ironman 70.3                         | Anversa, Belgio                                          |
| 10 agosto 2008    | Ironman 70.3 Germany                         | Wiesbaden, Germania                                      |
| 17 agosto 2008    | Timberman Ironman 70.3                       | Gilford, Stati Uniti d'America                           |
| 7 settembre 2008  | Monaco Ironman 70.3                          | Principato di Monaco                                     |
| 7 settembre 2008  | Ironman 70.3 Singapore                       | Singapore                                                |
| 14 settembre 2008 | Ironman 70.3 Brazil                          | Penha, Santa Catarina, Brasile                           |
| 13 settembre 2008 | Ironman 70.3 Muskoka                         | Huntsville, Ontario, Canada                              |
| 21 settembre 2008 | Cancun Ironman 70.3                          | Cancún, Messico                                          |

## Medagliere competizioni
| Pos. | Paese         | Oro | Argento | Bronzo |    |
| ---- | ------------- | --- | ------- | ------ | -- |
| 1    | Australia     | 20  | 10      | 13     | 43 |
| 2    | Stati Uniti   | 11  | 15      | 13     | 39 |
| 3    | Regno Unito   | 7   | 5       | 7      | 19 |
| 4    | Nuova Zelanda | 3   | 4       | 2      | 9  |
| 5    | Canada        | 3   | 3       | 5      | 11 |
| 6    | Germania      | 2   | 5       | 6      | 13 |
| 7    | Brasile       | 2   | 3       | 4      | 9  |
| 8    | Argentina     | 2   | 3       | 0      | 5  |
| 9    | Belgio        | 1   | 3       | 1      | 5  |
| 10   | Svezia        | 1   | 2       | 0      | 3  |
| 11   | Ungheria      | 1   | 1       | 1      | 3  |
| 12   | Italia        | 1   | 1       | 0      | 2  |
| 13   | Svizzera      | 1   | 1       | 0      | 2  |
| 14   | Spagna        | 1   | 0       | 1      | 2  |
| 15   | Paesi Bassi   | 1   | 0       | 0      | 1  |
| 16   | Sudafrica     | 1   | 0       | 0      | 1  |
| 17   | Austria       | 0   | 1       | 0      | 1  |
| 18   | Giappone      | 0   | 1       | 0      | 1  |
| 19   | Rep. Ceca     | 0   | 0       | 2      | 2  |
| 20   | Danimarca     | 0   | 0       | 1      | 1  |
| 21   | Finlandia     | 0   | 0       | 1      | 1  |
| 22   | Messico       | 0   | 0       | 1      | 1  |